# Stramnica (Kołobrzeg)
Stramnica (deutsch Alt Tramm) ist ein Dorf in der Woiwodschaft Westpommern in Polen. Es liegt in der Gmina Kołobrzeg (Landgemeinde Kolberg) im Powiat Kołobrzeski (Kolberger Kreis).

## Geographische Lage
Das Dorf liegt in Hinterpommern, etwa 110 Kilometer nordöstlich von Stettin und knapp 5 Kilometer südöstlich der Stadtmitte von Kolberg. Westlich des Dorfes verläuft von Südost nach Nordwest die Woiwodschaftsstraße 163, deren Verlauf hier der ehemaligen Reichsstraße 124 entspricht.

## Geschichte
Das Dorf wurde erstmals in einer Urkunde aus dem Jahre 1276 genannt, mit der der Camminer Bischof Hermann von Gleichen die Ausstattung des Kolberger Domkapitels regelte. Dem Dompropst standen die Einkünfte aus dem damals „Tramme“ genannten Dorf zu. In den folgenden Jahrhunderten blieb Tramm im Besitz des Dompropstes; es war ein sogenanntes Propsteidorf. In kirchlicher Hinsicht ordnete Bischof Hermann von Gleichen das Dorf im Jahre 1281 der neugegründeten Kirche in Zernin zu.
Auf der Großen Lubinschen Karte des Herzogtums Pommern von 1618 ist der Ort als „Trammin“ eingetragen.
Nach der Hufenmatrikel des Stifts Cammin von 1628 hatte die Dompropstei in Tramm 15 ½ Hakenhufen, 6 Katen und 3 7⁄8 Hägerhufen zu versteuern.
Das Dorf Tramm litt in kriegerischen Zeiten unter seiner Nähe zur als Festung ausgebauten Stadt Kolberg:
Während des Siebenjährigen Krieges wurde Tramm bei der Belagerung von Kolberg im Jahre 1761 durch russische Truppen zerstört. Nach dem Krieg wurde es in der Dorfform eines Gassendorfes neu aufgebaut. In Ludwig Wilhelm Brüggemanns Ausführlicher Beschreibung des gegenwärtigen Zustandes des Königlich Preußischen Herzogtums Vor- und Hinterpommern (1784) ist Tramm unter den Dörfern des Kolberger Domkapitels aufgeführt. Damals gab es hier 12 Bauernstellen und 2 Halbbauernstellen, insgesamt 15 Haushalte („Feuerstellen“), außerdem „fruchtbaren Acker und eine mittelmäßige Holzung“.
Bei der Belagerung Kolbergs 1807 nahmen die belagernden Franzosen in Tramm ihr Hauptquartier; hier lag der französische Divisionsgeneral Louis Henri Loison mit seinem Stab. Der italienische Divisionsgeneral Pietro Teuliè, der bei der Belagerung tödlich verwundet wurde, starb hier im Juni 1807. Er wurde unter einer Eiche in Tramm beigesetzt, aber 1836 nach Mailand umgebettet.
1836/1839 wurde westlich des Dorfes Tramm die Chaussee nach Kolberg angelegt (später Reichsstraße 124, heute Woiwodschaftsstraße 163). 1859 wurde östlich des Dorfes die Bahnlinie Belgard–Kolberg der Berlin-Stettiner Eisenbahn-Gesellschaft eröffnet, an der Tramm eine Eisenbahnstation erhielt.
Nach der Separation wurden im 19. Jahrhundert in der Feldmark von Tramm mehrere Ausbauten angelegt. Um 1860 wurden neben dem Dorf Tramm (429 Einwohner) gezählt: Die Abbaue (18 Einwohner), das Etablissement Mahlhaus (9 Einwohner), die Bierhalle (4 Einwohner, ein beliebter Vergnügungsort der Kolberger), die Kolonie Neu-Tramm (70 Einwohner) und die Bahnwärterhäuser (10 Einwohner).
Nach 1871 wurde die Kolonie Neu-Tramm aus der Gemeinde ausgegliedert und mit einigen aus der Gemeinde Zernin ausgegliederten Ausbauten zur neuen Gemeinde Neu Tramm zusammengefasst. In dieser Zeit erhielt die verbliebene Gemeinde Tramm zur Unterscheidung den Namen „Alt Tramm“.
Bis 1945 gehörte die Landgemeinde Alt Tramm zum Landkreis Kolberg-Körlin in der preußischen Provinz Pommern. Neben dem Dorf Alt Tramm wurde der Wohnplatz  Ziegelei gezählt.
Gegen Ende des Zweiten Weltkriegs wurde Alt Tramm im März 1945 durch die Rote Armee eingenommen. 1945 kam Alt Tramm, wie ganz Hinterpommern, an Polen. Die Bevölkerung wurde bis 1947 vertrieben und durch Polen ersetzt. Alt Tramm erhielt den polnischen Ortsnamen „Stramnica“. Heute gehört der Ort zur Gmina Kołobrzeg (Landgemeinde Kolberg), in der er ein eigenes Schulzenamt bildet.

## Entwicklung der Einwohnerzahlen
- 1816: 225 Einwohner[4]
- 1871: 536 Einwohner[4]
- 1885: 418 Einwohner, nach der Ausgliederung von Neu Tramm[4]
- 1905: 447 Einwohner[4]
- 1919: 432 Einwohner[4]
- 1933: 442 Einwohner[4]
- 1939: 410 Einwohner[4]